# کندال‌وست (فلوریدا)
کندال‌وست (به انگلیسی: Kendall West) یک حوزه سرشماری در ایالات متحده آمریکا است که در شهرستان میامی-دید، فلوریدا واقع شده‌است. کندال‌وست ۹٫۵ کیلومتر مربع مساحت و ۳۸٬۰۳۴ نفر جمعیت دارد.